# Карпово (Селивановский район)
Карпово — деревня в Селивановском районе Владимирской области России, входит в состав Малышевского сельского поселения.

## География
Деревня расположена в 9 км на запад от центра поселения села Малышево и в 35 км на юго-запад от райцентра рабочего посёлка Красная Горбатка.

## История
Деревня впервые упоминается в окладных книгах Рязанской епархии за 1676 год в составе Суровцовского прихода, в ней было 15 дворов крестьянских.
В конце XIX — начале XX века деревня входила в состав Мошенской волости Судогодского уезда, с 1926 года — в составе Владимирского уезда. В 1859 году в деревне числилось 13 дворов, в 1905 году — 27 дворов, в 1926 году — 40 дворов.
С 1929 года деревня входила в состав Ознобишинского сельсовета Селивановского района, с 1940 года — в составе Юромского сельсовета, с 1960 года — в составе Малышевского сельсовета, с 2005 года — в составе Мошокского сельского поселения.

## Население
| 1859 | 1905 | 1926 | 2002 |
| ---- | ---- | ---- | ---- |
| 139  | 173  | 192  | 51   |

| 1859 | 1905 | 1926 | 2002 | 2010 | 2021 |
| ---- | ---- | ---- | ---- | ---- | ---- |
| 139  | ↗173 | ↗192 | ↘51  | ↗55  | ↘30  |